# Flash (DC Comics)
Flash egy kitalált szereplő, szuperhős a DC Comics képregényeiben. Magyarul Villámként ismert. Gardner Fox és Harry Lampert alkotta, az eredeti Flash először a Flash Comics #1-ben szerepelt. (1940 január)
Összesen négy Flash létezett az első: Jay Garrick, a második: Barry Allen, a harmadik: Wally West és a negyedik Bart Allen (Barry Allen unokája, a jövőből). Wally West és Bart Allen Kid Flash-ek (Kölyök Villám) is voltak.

## Képességek
Flash minden inkarnációja emberfeletti képességgel tud mozogni, gondolkodni és reagálni a különböző dolgokra. Néhány későbbi verzióban tud az időben utazni. Továbbá az összes Flash rendelkezik egy láthatatlan aurával a teste körül ami biztosítja őt és ruháját a levegő súrlódásától, tehát fel tud gyorsulni akár fénysebességre is.

## Érdekességek
- Több utalás is van róla az Agymenők című sorozatban.
- A „Kapj el, ha tudsz” című filmben a főszereplő, Frank Abagnale Jr. a Barry Allen álnevet használta.
- A Flash első száma a világ egyik legértékesebb képregénye. 2006-ban, a Flash Comics#1 egy majdnem érintetlen példánya 273,123 $-ért kelt el egy aukción. Ugyanez a példány magánkézből 450,000 $-ért kelt el 2010-ben.
- Renan Kanbay egy Flash jelmezt viselt, miközben Carrie-t alakította, egy képregény üzlet vezetőjét a Joe Lipari által rendezett Dream Job című, 2011-ben készült rövidfilmben.

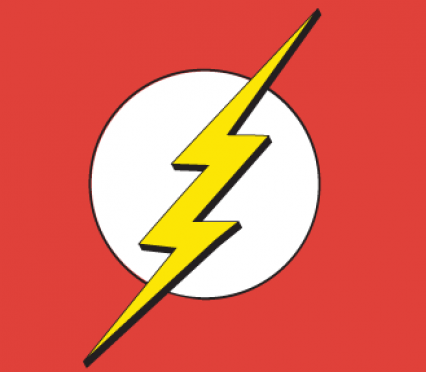
A Flash logo